# 105国道
38°35′36″N 116°49′59″E / 38.5934585°N 116.8330842°E
105国道（或“国道105线”、“G105线”），又名京澳线，京澳公路。是在中国的一条国道，起点为北京，终点为广东珠海香洲区拱北口岸附近终点标志，并连接澳门，全程2,693.622公里。
这条国道经过北京、河北、山东、河南、安徽、湖北、江西、广东9个省份和澳门特别行政区。
该线路在国家公路网规划（2013年－2030年）中正式延伸至澳门。

## 里程表
| 城市名                           | 距起点距离 |
| -------------------------------- | ---------- |
| 北京市                           | 0          |
| 河北省廊坊市永清县               | 56         |
| 河北省廊坊市文安县               | 202        |
| 河北省廊坊市大城县               | 238        |
| 河北省沧州市泊头市               | 278        |
| 河北省沧州市东光县               | 300        |
| 河北省沧州市吴桥县               | 331        |
| 山东省德州市                     | 355        |
| 山东省聊城市高唐县               | 422        |
| 山东省聊城市茌平区               | 455        |
| 山东省聊城市东阿县               | 483        |
| 山东省济南市平阴县               | 509        |
| 山东省济宁市汶上县               | 578        |
| 山东省济宁市                     | 617        |
| 山东省济宁市金乡县               | 664        |
| 山东省菏泽市单县                 | 702        |
| 河南省商丘市                     | 760        |
| 安徽省亳州市                     | 828        |
| 安徽省阜阳市太和县               | 913        |
| 安徽省阜阳市                     | 951        |
| 安徽省六安市                     | 1143       |
| 安徽省六安市霍山县               | 1189       |
| 安徽省安庆市岳西县               | 1293       |
| 安徽省安庆市潜山市               | 1346       |
| 安徽省安庆市太湖县               | 1388       |
| 安徽省安庆市宿松县               | 1427       |
| 湖北省黄冈市黄梅县               | 1450       |
| 江西省九江市                     | 1507       |
| 江西省九江市德安县               | 1532       |
| 江西省九江市永修县               |            |
| 江西省南昌市安义县               | 1593       |
| 江西省南昌市新建区               | 1643       |
| 江西省赣江新区直管区新祺周管理处 |            |
| 江西省南昌市新建区               |            |
| 江西省南昌市                     | 1650       |
| 江西省南昌市南昌县               | 1662       |
| 江西省宜春市丰城市               | 1749       |
| 江西省宜春市樟树市               | 1775       |
| 江西省吉安市新干县               | 1815       |
| 江西省吉安市峡江县               | 1835       |
| 江西省吉安市吉水县               | 1884       |
| 江西省吉安市                     | 1907       |
| 江西省吉安市泰和县               | 1953       |
| 江西省吉安市遂川县               | 2053       |
| 江西省赣州市                     | 2120       |
| 江西省赣州市信丰县               | 2194       |
| 江西省赣州市龙南市               | 2249       |
| 广东省河源市连平县               | 2349       |
| 广东省韶关市新丰县               | 2404       |
| 广东省广州市从化区               | 2424.4     |
| 广东省广州市                     | 2509       |
| 广东省中山市                     | 2690       |
| 广东省珠海市                     | 2693.622   |

## 各地分段
由北往南排列，斜体为重要节点

### 北京市
西城区：正阳门（中国公路零公里标志）——前门大街——天桥南大街——永定门内大街——永定门桥（105国道里程计数起点）
东城区：永定门桥——永定门外大街——

### 山东省

#### 聊城市
东阿县：——平阴黄河大桥

#### 济南市
平阴县：平阴黄河大桥——

### 湖北省

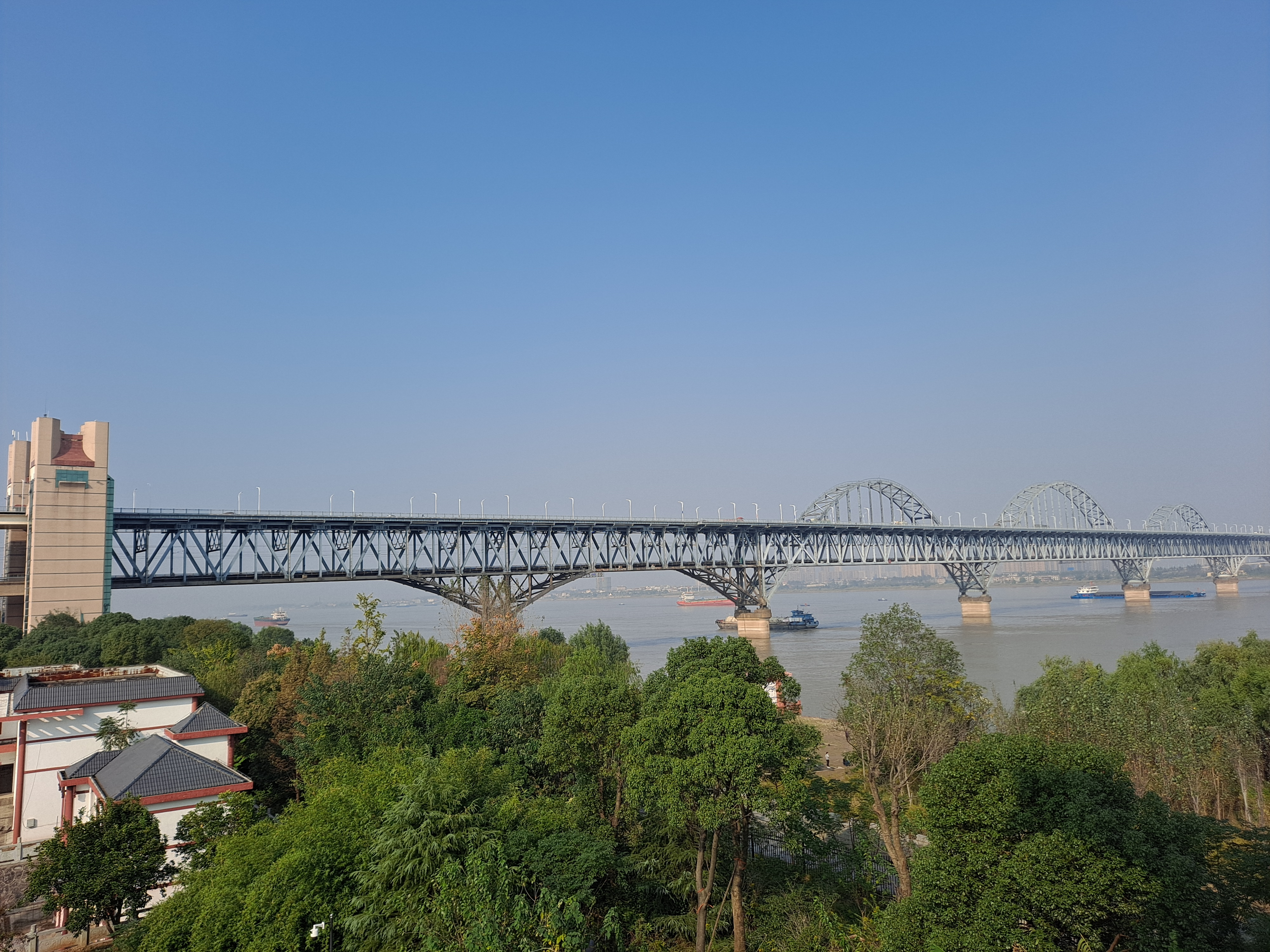
九江长江大桥

#### 黄冈市
黄梅县：——九江长江大桥

### 江西省

#### 九江市
浔阳区：九江长江大桥——

### 广东省

#### 韶关市
經廣從公路北上至呂田、蓮麻鎮，再過約4km便出從化，進入韶關新豐縣境內。再沿此國道（單繞，傍山險路）行20km經過橫江村，在此與347省道交匯。再上行約6km與220國道交匯，進入新豐縣城。上行2公里離開縣城，再上行14公里到馬頭鎮，隨後出韶關境。

#### 广州市
- 白云大道黄石路口至天河立交一段，与 107国道共线[3]
- 天河立交至屏山大桥一段，与 324国道共线

从化区：环市东路（与 355国道共线）——广从公路（广从北路、广从南路）——温泉大道（双向六车道在Y526景泉大道交叉口变为双向四车道）——御泉大道——新城南（北）路——彩虹南街——彩虹北一街/彩虹北二街——中新北路——中新南路——一直到呂田（呂田隧道處為單繞，北上方向與大广高速出入口相接）→ 韶關新豐
白云区：广从公路（广从十路——广从一路）——白云大道北——黄石路口——白云大道南——下塘西路
越秀区：下塘西路——童心路——环市中路——环市东路——天河路——天河立交——广州大道中（分界越秀区与天河区）——广州大桥
海珠区：广州大桥——广州大道南——洛溪大桥
番禺区：洛溪大桥——洛浦路——大石大桥——富石路——钟顺路——屏都路——屏山大桥

#### 佛山市
顺德区：屏山大桥——广珠公路（顺德段，又称顺德大道）——旧沙口大桥——中山段

#### 中山市
小榄大道——小榄站路口——裕民大道——同兴高架桥——葵兴大道——东升枢纽立交（与中江高速相交）——坦背西二马路——坦背东二马路——昌观立交桥——彩虹大道——沙朗立交——广珠公路（石岐外绕线）—中山三桥——广珠公路（板芙镇段又称板芙大道，三乡镇段又称文化路，谷都大道）——珠海段

#### 珠海市
香洲区：香洲大道——梅华枢纽立交——明珠路——明珠粤海路口——粤海西路——粤海中路——粤海迎宾路口——迎宾南路——拱北口岸广场（终点）

## 图集
- 105国道2600km路牌，位于广东省佛山市顺德区
- 105国道2603km路牌，位于广东省佛山市顺德区